# Kannibalizmus (emberevés)

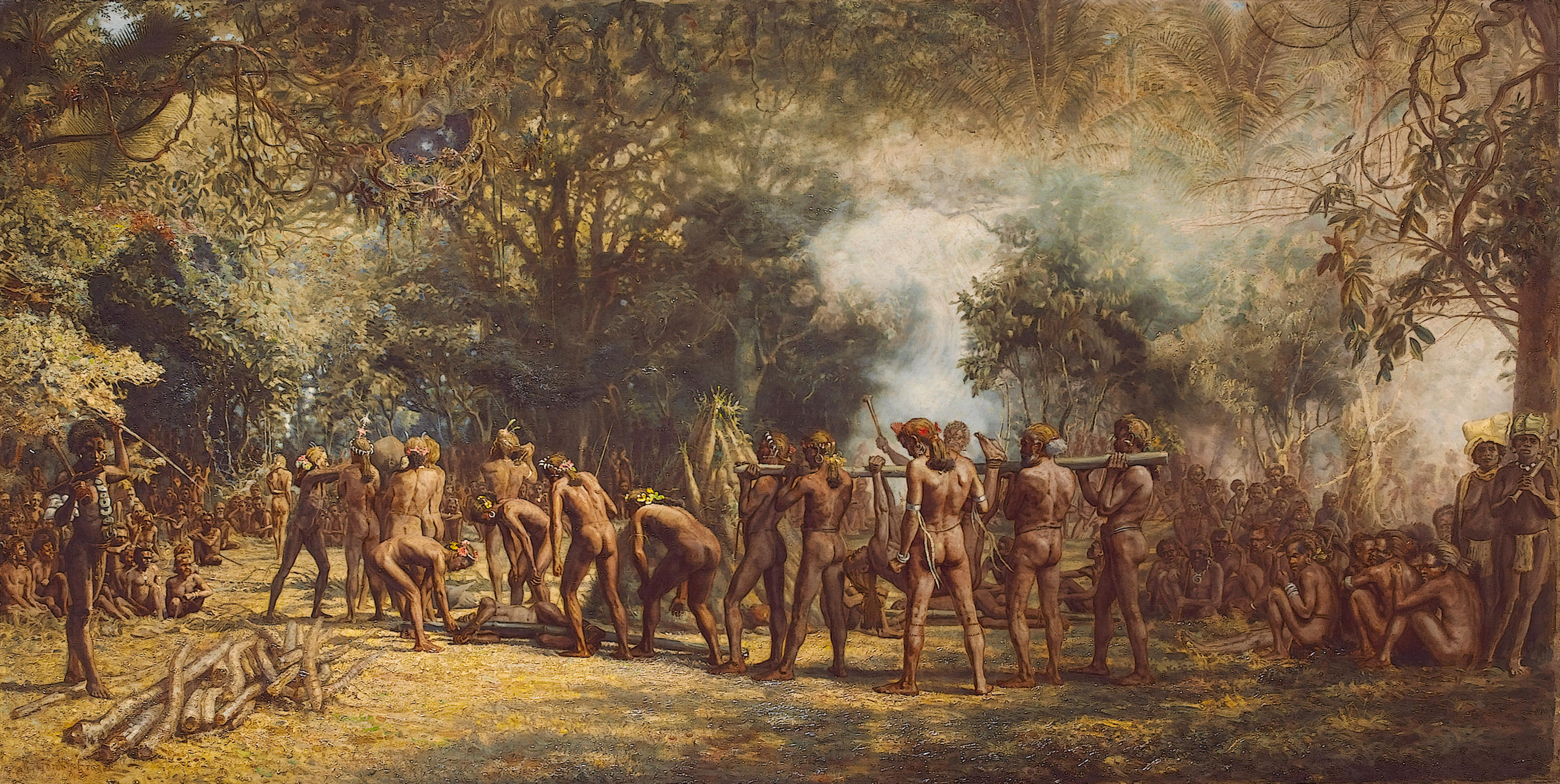
Kannibálok Tanna szigetén, Új-Hebridák (1886)

Kannibalizmus a brazil bennszülötteknél Theodor de Bry metszetén

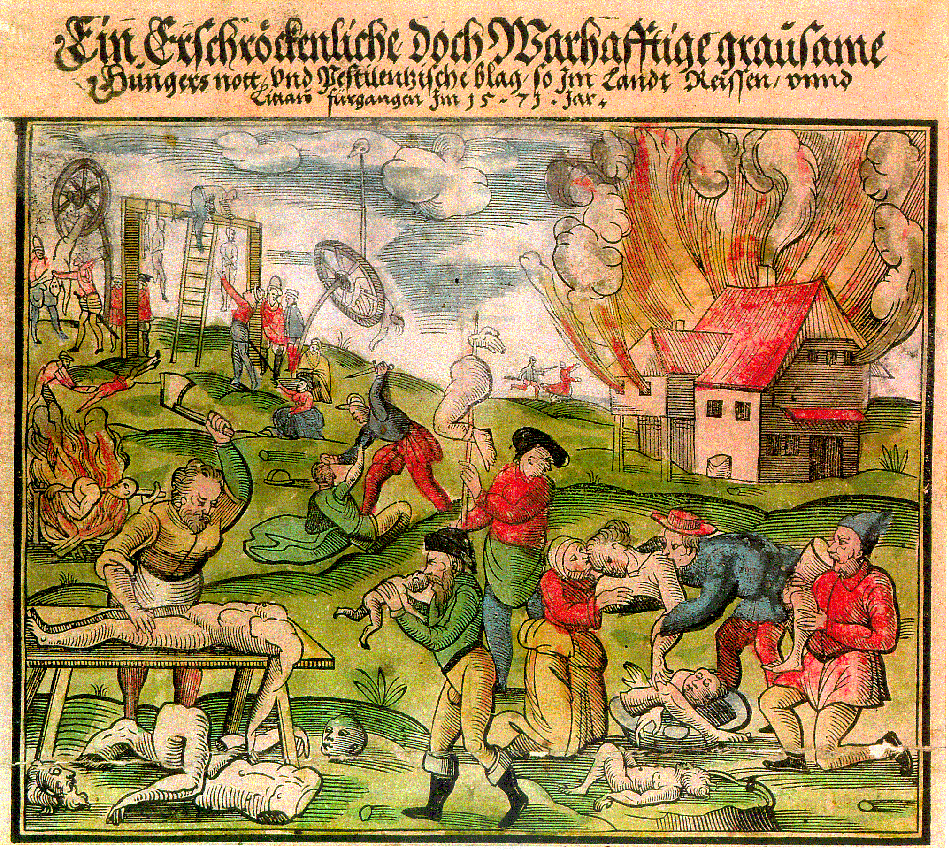
Kannibalizmus éhínség idején Oroszországban 1571-ben

A kannibalizmus (emberevés) olyan cselekedet vagy gyakorlat, amely során egy ember egy másik emberi lény húsával táplálkozik. Tudományosan antropofágiának is nevezik. Az a személy, aki a kannibalizmus gyakorlatával él, a kannibál.

## Jellemzői
A kannibalizmus szó használata a zoológiában is megtalálható kifejezés, itt olyan cselekedetet jelöl, mely során egy egyed részben vagy egészben elfogyasztja fajának egy példányát.
Egyes egzotikus helyeken kannibalizmus még manapság is gyakorolt szokás, számos háborús konfliktus apropójául is szolgált a közelmúltban Afrika egyes részein, mint például Libériában és Kongóban. Napjainkban a civilizációtól teljesen elzárt, Indonézia Pápua tartományában élő (a közhiedelemmel ellentétben nem Pápua Új-Guinea-i) korowai törzs azon kevés népcsoport egyike, amelyik még mindig kannibál életmódot folytat, de rajtuk kívül még számos melanéziai bennszülött nép (főleg a Fidzsi-szigeteken) eszik emberi húst kulturális okokból.
A jelenség megfigyelhető még Szumátrán, Ausztráliában, számos csendes-óceáni szigeten, Közép-Amerikában, az amazonasi és kongói törzseknél, Nyugat-Afrikában, valamint az új-zélandi maoriknál is. Feltételezések szerint a neandervölgyi ember is gyakorolta az emberevés szokását, egyes kutatók szerint a mai modern ember húsával is táplálkozott. Ugyan ha a két embertípust két külön fajnak tekintjük, akkor aligha beszélhetünk kannibalizmusról. Mivel az emberevés a legtöbb országban szinte egyáltalán nincs jelen, és ezért annyira szokatlan, hogy a kannibalizmus az USA több államában és még számos országban sem illegális.
A kannibalizmusnak történelmileg is nagy jelentősége van, hiszen a 19. századi gyarmati hatalmak a rabszolgasorsba taszított népek e szokását használták fel, hogy bizonyítsák azok primitívségét, genetikai alattvalóságát. Ugyan a kannibalizmus feszegeti a kulturális relativizmus határait, mely elmélet szerint egy kultúra sem nyilváníthatja egy másik kultúra cselekedeteit jónak vagy rossznak; az antropológusoknak ma is nagy kihívást jelent meghatározni, hogy mely emberi viselkedések, szokások elfogadhatóak, és melyek nem.
A rituálék mellett sokszor a gyötrő éhség is okot adhat a kannibalizmusra, hiszen bizonyos helyzetekben néhány ember számára csak ez biztosíthatja az életben maradást. Erre a mai modern időkben is van példa. 1972-ben az uruguayi Old Christians Club nevű főiskolai rögbicsapat repülőgépe fedélzetén 45 utassal lezuhant az Andok jeges sziklái között, és a túlélők a halott utasok elfogyasztásával tudták csak átvészelni az emberpróbáló körülményeket. Ezenfelül egyfajta mentális zavar is lehet a kannibalizmus forrása, ugyanis néhány mentálisan beteg egyén arra érez kényszert, hogy embertársaival táplálkozzon.
Az egyik (leg)ismertebb eset 2012-ben történt Miamiban. Rudy Eugene egy hajléktalan arcának 80%-át elfogyasztotta.

### Értekezés
- Pivárcsi István: Kannibálok, Új Palatinus Könyvesház Kft., Budapest, 2004
- Rátai János: Úrvacsora. A kannibalizmus kultúrtörténete napjainkig; K.u.K., Budapest, 2007

### Útleírás
- Merlin Moore Taylor: A kannibálok földjén – Barangolás Pápua szívében, Lampel R. (Wodianer F. és Fiai) Könyvkiadóvállalata, Budapest, é. n. [1920-as évek] (A Magyar Földrajzi Társaság Könyvtára)
- Gróf Festetics Rudolf: Emberevők között – Nyolcévi csendes-óceáni hajózás a "Tolna" yachton, Lampel R. Könyvkereskedése (Wodianer F. és fiai) Részvénytársaság, Budapest, é. n. [1920-as évek] (A Magyar Földrajzi Társaság Könyvtára)
- Martin Johnson: A kannibálok szigetén, Dante Kiadás, Budapest, 1931 (A világjárás hősei)
- Molnár Mária: Hét év a kannibálok földjén, Magyar Ref. Külmissziói Szövetség, Budapest, 1941
- Claude Renaudy: Magánosan a kanakok között – Jean Godefroy, a kannibálok apostola, Korda R. T., Budapest, 1944
- Testore Celesztin: Emberevők között – Missziós regény, "A Szív" kiadása, Budapest, 1948
- Arne Falk-Ronne: Barátaim, a kannibálok Kőkorszak a XX. században, Gondolat Könyvkiadó, Budapest, 1983, ISBN 963-281-283-2
- Jens Bjerre: Az utolsó kannibálok, Gondolat Kiadó, Budapest, 1962
- Székely Tibor: Emberevők között – Útirajz, Forum Könyvkiadó, Újvidék, 1984,
- John Paton: Misszionárius a csendes-óceáni kannibálok között – Önéletrajz, Evangéliumi Kiadó, Budapest, 2005, ISBN 963-7369-26-0
- William B. Seabrook: Utak a dzsungelben, Révai Kiadó, Budapest, 1936

### Szépirodalom
- H. G. Wells: Mr. Blettsworthy a kannibálok szigetén, Pantheon-kiadás, Budapest, é. n. [1920-as évek] (kalandregény filozófiai eszmefuttatásokkal)

## Fordítás
- Ez a szócikk részben vagy egészben  a   Cannibalism című angol Wikipédia-szócikk fordításán alapul.  Az eredeti cikk szerkesztőit annak laptörténete sorolja fel. Ez a jelzés csupán a megfogalmazás eredetét és a szerzői jogokat jelzi, nem szolgál a cikkben szereplő információk forrásmegjelöléseként.